# Deadly Rooms of Death
 (janvier 2019).
Si vous disposez d'ouvrages ou d'articles de référence ou si vous connaissez des sites web de qualité traitant du thème abordé ici, merci de compléter l'article en donnant les références utiles à sa vérifiabilité et en les liant à la section « Notes et références ».
Deadly Rooms of Death (souvent abrégé en DROD) est un jeu vidéo de réflexion. Il a été initialement édité par Webfoot software en 1997 lors de la version 1.03 du jeu. Les versions 1.04 et 1.11 ont suivi peu après, corrigeant des bugs qui empêchaient de terminer certaines pièces. Cette première version est appelée communément Webfoot DROD.
En 2000, Webfoot a donné la permission à Erik Hermansen, le créateur original, de rendre le jeu open source. Avec l'aide de quelques volontaires, il a repris le jeu à zéro, en programmant un nouveau moteur de jeu et en changeant tous les graphismes et les musiques. L'écran principal, cependant, est resté similaire à celui de Webfoot DROD. Cette version 1.5 est appelée Caravel DROD, et a été distribuée pour la première fois en octobre 2002.
La version 1.6, appelée Architect's Edition, possède des graphismes quelque peu améliorés, mais la principale nouveauté est la présence d'un éditeur de niveau. Elle a été distribuée à partir d'Octobre 2003 après une période de bêta test ouverte au public. Quelques patchs ont suivi pour corriger les bugs. Avec l'insertion d'un éditeur de niveau, les joueurs ont pu créer leurs propres donjons (appelés Holds ; littéralement cale, soute) et une petite communauté apparut. Un nombre important de puzzles vit le jour, notés et rangés en catégories sur le site internet officiel.
La suite de la 1.6 fut DROD: Journey to Rooted Hold, distribué le 1er avril 2005 pour Windows et le 2 avril pour Linux. Il est aussi appelé DROD 2.0 car il contient un nouveau donjon complet. Ce dernier laisse une place plus importante à l'intrigue. De plus, les graphismes, les musiques et l'interface du jeu et de l'éditeur de niveau ont été améliorés. De nouveaux monstres et puzzles originaux ont été ajoutés. Le jeu a eu un succès mérité, cependant les développeurs ont décidé de ne pas rendre cette version entièrement open source, contrairement à "DROD : Architects' Edition". Le jeu est donc distribué de façon semi-commerciale. Néanmoins, le moteur du jeu et l'éditeur de niveau sont toujours gratuits, ce qui laisse aux joueurs la possibilité de créer de nouveaux donjons sans acheter la version complète.

## Système de jeu
DROD est un jeu en deux dimensions, vu de dessus.
Le donjon (hold) est divisé en étages, qui sont les différents niveaux du jeu. Chaque étage est divisé en pièces, en général une dizaine. Il faut détruire tous les monstres de toutes les pièces d'un étage pour accéder à l'étage inférieur. Chaque pièce est indépendante : les monstres ne peuvent pas traverser une pièce et sortir d'une pièce non conquise la réinitialise.
Le jeu, contrairement à beaucoup d'autres, est entièrement basé sur des cases, et se joue au tour par tour. Chaque pièce du donjon est composé d'une grille rectangulaire de 38*32, sur laquelle chaque élément ou monstre est situé. Le personnage principal (Beethro Budkin), que le joueur contrôle, est un exterminateur équipé d'une très grande épée (elle occupe une des huit case entourant Beethro, c'est-à-dire la taille du personnage ou de la plupart des monstres).

Chaque monstre ne peut se déplacer que d'une case par tour, tout comme Beethro. Ce dernier a toutefois l'avantage de frapper en premier. Chaque tour, le personnage peut attendre, bouger vers n'importe lequel des huit cases qui l'entourent (si elle n'est pas occupée), ou tourner son épée de 45 degrés. Son épée peut servir à tuer les ennemis bien sûr, mais également à bloquer l'avancée des monstres ou bien à les faire fuir vers des endroits importants. Les ennemis tuent Beethro dès qu'ils arrivent sur sa case.
Ce jeu requiert donc de la logique et de la réflexion plutôt que des réflexes.
Liste des monstres et éléments de la version originale (1.x) :
- Cafards (Dungeon Roaches) - Ils tentent de se déplacer (s'il n'y a pas d'obstacle) dans votre direction sans autre possibilité.
- Reines cafard (Roach Queens) - Elles tentent de s'enfuir (leur comportement est exactement l'opposé de celui des cafards) et elles produisent des œufs de cafards dans toutes les cases inoccupées autour d'elles tous les 30 tours. Les œufs mettent trois tours pour créer de nouveaux cafards et bloquent pendant ce temps la fuite de la reine.
- Yeux mauvais (Evil Eyes) - Ils sont immobiles et sans danger tant que vous n'êtes pas dans leur ligne de mire. Sinon, ils vous attaquent de la même façon que les cafards.
- Fantômes (Wraithwings) - Ils peuvent voler au-dessus du vide, mais ils ne passent pas à travers les murs. Ils ne vous attaquent qu'en groupe ou s'ils peuvent vous entourer. En petit nombre, les fantômes vous fuient.
- Araignées (Spiders) - Leur mouvement est exactement le même que celui des cafards, mais elles sont difficiles à détecter. La façon dont les araignées sont cachées dépend de la version. Dans les versions 1.x, elles ont la même couleur que le sol à l'exception de leurs yeux. Dans la version 2.0, elles sont complètement invisibles mais deviennent visibles pour un tour si elles se sont déplacés le tour précédent ou si vous êtes proche d'eux.
- Serpents (Serpents) - Ce sont de long monstres insensibles à votre épée. Heureusement, ils ne peuvent se déplacer qu'horizontalement ou verticalement, et ils sont obligés de se déplacer chaque tour. Ils peuvent être tués s'ils sont conduits dans un cul-de-sac. Alors, leurs queues diminuent chaque tour et ils finissent par mourir.
- Le goudron vivant (The Living Tar) - C'est une substance bleue visqueuse occupant un nombre important de cases du jeu. L'épée peut se frayer un passage à l'intérieur (uniquement de face, pas de côté), mais provoque la création de bébés-goudron (comportement identique à celui des cafards) aux endroits détruits. Souvent, deux yeux occupant deux cases du goudron sont présents, c'est la Mère Goudron (Tar Mother) : elle étend le goudron tous les trente tours et crée des bébés-goudron.
- Gobelins (Goblins) - Ces créatures sont intelligentes et lâches : elles sont très apeurées par votre épée, et tentent de se déplacer autour de vous (et des obstacles simples) pour vous attaquer par derrière.
- Cerveaux (Brains) - Ils sont stationnaires et inoffensifs. Cependant, ils rendent tous les monstres de la pièce plus intelligents, en leur donnant l'habilité d'éviter les obstacles pour vous attaquer.
- L'Indigne (The 'Neather) - Le boss du niveau final du donjon officiel, c'est un humain intelligent qui orchestre les monstres des pièces.
- Mimiques (Mimics) - Beethro peut parfois trouver des potions bleues. Ces potions permettent au joueur de créer un clone de Beethro à l'endroit souhaité dans la pièce. Ces clones n'attirent pas les monstres, ils sont donc très utiles pour tuer les ennemis, protéger Beethro, ou se déplacer dans des endroits inaccessibles.

Nouveaux monstres et éléments de la version 2.0, entre autres :
- La Boue éveillée (The Awakened Mud) - Une matière similaire au goudron excepté qu'elle peut être coupée par l'épée uniquement dans les coins et non de face.
- Serpent à sonnettes (Rattlesnakes) - Version bleue des serpents. Contrairement aux serpents normaux, ils ne se rétrécissent pas lorsqu'ils sont bloqués mais leur queue est vulnérable à l'épée.
- Golems de roche (Rock Golems) - Monstres stupides bloquant la progression du joueur
- Wubbas (Wubbas)- Inoffensifs, mais aussi insensibles à l'épée de Beethro, ils bloquent ses mouvements.
- Infiltrés (Seep) - Monstres vivant dans les murs. Ils se déplacent comme les cafards, mais peuvent uniquement se déplacer dans les murs (ou dans les portes). Lorsque Beethro est proche d'eux, ces derniers lui sautent dessus et le tuent.
- Le Meurtrier (The Slayer) - Boss intelligent qui possède une canne aussi meurtrière que l'épée de Beethro.
- Halph - Neveu de Beethro, il peut effectuer des tâches simples comme ouvrir les portes ou bloquer les couloirs.
- Leurres (Decoys) - Clones de Beethro qui ne peuvent pas se déplacer, mais qui attirent les monstres alentour.